# Scylla (Wageningen)
Scylla is een volleybalvereniging uit Wageningen. Het eerste herenteam komt uit in de Eerste Divisie, op nationaal niveau. Er trainen verschillende niveaus, ook jeugd.

## Geschiedenis

### 1970-2003 SKV
SKV-volleybal, opgericht in 1970, is de oudste van de twee. SKV-volleybal vormde een onderdeel van de OMNI sportvereniging die naast volleybal ook voetbal, korfbal en sport voor 55+ kende.

### 2003-heden
Op 16 mei 2003 fuseerde SKV-volleybal met De Springer uit Bennekom om samen Scylla Volleybal te vormen. 